# Со Уй Їк
Со Уй Їк (17 лютого 1998) — малайзійський бадмінтоніст, бронзовий призер Олімпійських ігор 2020 року.

## Виступи на Олімпіадах
| Олімпіада  | Дисципліна    | Місце |
| ---------- | ------------- | ----- |
| Токіо 2020 | парний розряд | 3     |